# Масковая комароловка
Масковая комароловка (лат. Polioptila dumicola) — вид птиц из семейства комароловковых.
Вид распространён в Южной Америке. Встречается в северной части Аргентины, в Уругвае, Парагвае, Боливии, южной и центральной части Бразилии. Живёт в различных местах обитания.
Мелкая птица, длиной до 11 см. Оперение серой окраски, темнее в верхней части тела, светлее в нижней. Брюхо белое. Самцы имеют чёрную маску. У самок от маски остаются только крупные чёрные пятна за глазами.
Достаточно подвижная птица, которая в поисках пищи перемещается среди кустов и низких деревьев небольшими скачками и короткими перелётами. Охотится на насекомых и пауков. Чашеобразное гнездо строит среди нижних ветвей кустарников. В кладке до 4 светло-голубых с красноватыми пятнами яиц.